# Поляриметр
Поляриметр (полярископ — для визуального наблюдения и анализа) — прибор, предназначенный для измерения угла вращения плоскости поляризации, вызванной оптической активностью прозрачных сред, растворов (сахарометрия) и жидкостей. В широком смысле поляриметр — это прибор, измеряющий параметры поляризации частично поляризованного излучения (в этом смысле могут измеряться параметры вектора Стокса, степень поляризации, параметры эллипса поляризации частично поляризованного излучения и т. п.).
Примечание: Ранее справочники к поляриметрам относили и устройства, которые измеряют степень поляризации. Но с введением в действие стандарта ГОСТ 23778-79 «Измерения оптические поляризационные. Термины и определения» за такими устройствами закрепилось название полярометр.

## Области применения
Применяется для изучения структуры и свойств вещества. Имеет прикладное применение в лабораториях пищевой, химической промышленности и других отраслях науки и производства для определения концентрации растворов оптически активных веществ, таких как сахар, глюкоза, белок, по углу вращения плоскости поляризации. Рекомендуется больным сахарным диабетом для индивидуального контроля содержания сахара в моче.
Также позволяет наблюдать и измерить остаточные напряжения в стекле.

## Устройство
Поскольку существует масса различных областей применения, то конструкции поляриметров могут отличаться, но ключевые элементы одинаковы.
- Источник света — чаще это натриевая лампа или лампа накаливания с тепловым экраном для защиты образца от ИК излучения (для твердых деталей важно избегать термических деформаций, для жидкостей — градиента плотности) и матовым стеклом, дающим равномерную засветку наблюдаемой области.
- Светофильтр — элемент, выделяющий определенную область в спектре, так как во многих поляриметрах используется монохроматический свет. Таким элементом может быть пластина из фильтрующего вещества или призма.
- Двух поляризаторов, расположенных по обе стороны от анализируемого образца/системы (часто один из них это поляроид, а второй либо поляроид, либо призма Николя). В тех случаях, когда исследуется, как поляризуется объектом естественный свет, либо объект сильно удалён (например, в космосе), достаточно и одного поляризатора.
- Компенсатор — фазовая пластинка, которая сдвигает волну (как правило, на четверть или половину фазы за счёт того, что имеет толщину кратную четверти или половине длины волны, реже встречаются пластинки для сдвига на длину волны или фазовые клинья с переменным сдвигом). Используется для подбора метода измерений, а также для измерения полных поляриметрических данных, иначе в частично поляризованном свете можно определить только три из четырёх параметров Стокса. В схемах поляриметров обычно один компенсатор (иногда несколько, тем более, что их комбинацией можно заменить поляризатор). Существуют также бескомпенсаторные схемы поляриметров, то есть без фазовой пластинки. Основные причины отказа от неё — избыточное усложнение конструкции для задачи измерения или ограничение спектра компенсатором.
- Измерительное устройство углового положения как поляризаторов, так и компенсатора — лимб или электронный датчик. Отсчёт углового положения осей оптических элементов (и оси пропускания поляризатора и быстрой оси компенсатора) от произвольно выбранной оси отсчёта принято вести против часовой стрелки, если смотреть против направления распространения излучения.
- Фотоприёмник или наблюдатель.

## Самодельный полярископ
Несмотря на сложность конструкции промышленных поляриметров, наблюдать поляризацию можно используя лишь один или два поляроида.
Линейно поляризующие пластины, которые широко используются для визуализации с помощью жидких кристаллов (в частности в калькуляторах и ЖК-дисплеях), встречаются самостоятельно как под размеры экранов некоторых устройств, так и прямоугольники произвольных габаритов, предлагаемые заводами. В устройстве экрана одна из них помещается перед ячейками с кристаллами, другая — после, а ячейка с жидким кристаллом поворачивает азимут линии поляризации в зависимости от величины приложенного поля. Также можно найти в продаже поляризационные светофильтры для объективов, выделяющие линейную или циркулярную поляризацию (последние представляют объединение линейного поляризатора и следующей за ним четвертьволновой фазовой пластинки в качестве компенсатора). В скрещенном виде поляризаторы с линейной поляризацией позволяют увидеть в проходящем свете, как изменяется поляризация прозрачными средами. Подобный эффект можно наблюдать также с последовательно установленными поляризаторами, которые имеют правую и левую циркулярную поляризацию. Например, между ними можно положить прозрачные кусочки полиэтилена, пластиковую линейку, минерал или стекло (но обычно в стекле внутренняя анизотропия менее выражена, чем в полимерах).
Свет, проходящий через атмосферу, также имеет частичную поляризацию, и её можно наблюдать используя только один поляризатор. Для этого нужно рассматривать яркие объекты неба (такие как облака или луна). Свет ЖК-дисплея также остается частично поляризованным. Некоторые люди способны улавливать различную поляризацию жёлтого и синего излучения, этот эффект был открыт австрийским физиком Хайдингером (W. R. Haidinger) и назван в его честь.
Поскольку при отражении свет также поляризуется, то вместо поляроида можно использовать обычное стекло, затемненное с одной стороны. Наблюдать источник надо под углом Брюстера, в этом случае свет практически полностью будет линейно поляризован.